# Ross Branch
Ross Branch (Johannesburg, 6 maggio 1986) è un pilota motociclistico botswano di rally e motocross, vincitore del Campionato mondiale di rally raid nel 2024.

## Carriera
Vive a Gaborone, in Botswana, e ha corso per il KTM Off-Road Racing Team fino a ottobre 2018. Branch è stato il primo vincitore della tappa della Dakar del Botswana, dopo aver ottenuto la vittoria della seconda tappa al Rally Dakar 2020. Spesso considerato uno dei migliori piloti di motociclette fuoristrada al mondo, si è laureato
campione del mondo Rally Raid nel 2024.
Branch è nato a Johannesburg, in Sud Africa. L'amore di Branch per la velocità e l'adrenalina è iniziato quando ha assistito per la prima volta alla fase finale del Rally Dakar del 1992 a Città del Capo, a soli cinque anni. Ha iniziato ad andare in moto all'età di dieci anni. A diciotto anni viene invitato a correre con i colori sudafricani nel Motocross, regalandogli un assaggio di freestyle professionale.

## Risultati

### Rally Dakar
| Anno | Classe | Scuderia                         | Motocicletta          | Pos. | TV |
| ---- | ------ | -------------------------------- | --------------------- | ---- | -- |
| 2019 | Moto   | BAS Dakar KTM Racing Team        | KTM 450 Rally Replica | 13°  | 0  |
| 2020 | Moto   | BAS Dakar KTM Racing Team        | KTM 450 Rally Replica | 21°  | 1  |
| 2021 | Moto   | Monster Energy Yamaha Rally Team | Yamaha WR450F Rally   | Rit  | 0  |
| 2022 | Moto   | Monster Energy Yamaha Rally Team | Yamaha WR450F Rally   | Rit  | 0  |
| 2023 | Moto   | Hero MotoSports Team Rally       | Hero 450 Rally        | 26°  | 2  |
| 2024 | Moto   | Hero MotoSports Team Rally       | Hero 450 Rally        | 2°   | 3  |
| 2025 | Moto   | Hero MotoSports Team Rally       | Hero 450 Rally        | Rit  | 0  |

### Campionato mondiale di rally raid
| Anno | Scuderia                   | Vettura        | 1       | 2       | 3       | 4       | 5       | Pos. | Punti |
| ---- | -------------------------- | -------------- | ------- | ------- | ------- | ------- | ------- | ---- | ----- |
| 2022 | Hero MotoSports Team Rally | Hero 450 Rally | DAK Rit | ABU 133 | MAR 8   | AND 610 |         | 13°  | 21    |
| 2023 | Hero MotoSports Team Rally | Hero 450 Rally | DAK 118 | ABU 511 | SON 610 | DES 316 | MAR 413 | 4°   | 58    |
| 2024 | Hero MotoSports Team Rally | Hero 450 Rally | DAK 2   | ABU 2   | POR 5   | DES 5   | MAR 3   | 1°   | 88    |
| 2025 | Hero MotoSports Team Rally | Hero 450 Rally | DAK Rit | ABU Rit | SUD 8   | POR     | MAR     |      | 8     |

## Palmarès
- Campionato mondiale di rally raid: 2024
- 6 Campionati Africani Motocross
- 7 Botswana 1000 Desert Race
- 3 Campione sudafricano cross-country
- 1 Rally Kazakistan: 2021